# Condor (attraction)
Pour les articles homonymes, voir Condor.

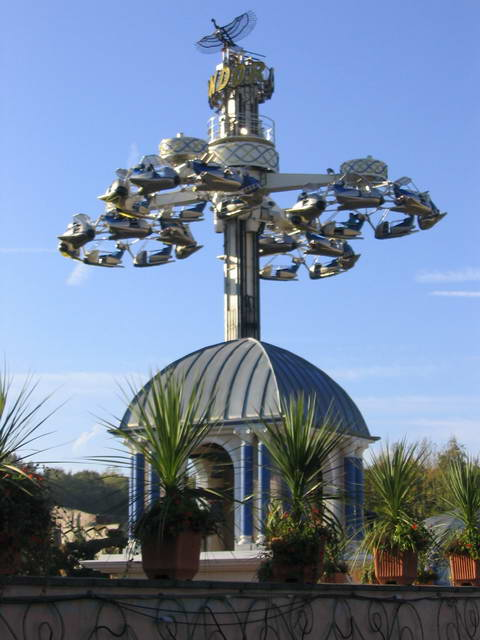
Condor à Phantasialand.

Condor est le nom d'un modèle de manège fabriqué par Huss Park Attractions.

## Principe et fonctionnement
L'attraction est composée d'un mât sur lequel un élément mobile monte et descend. Il effectue également une rotation autour de ce mat. Cet élément est composé de 4 bras supportant chacun une roue à l'horizontale qui peut faire une rotation dans les deux sens et qui est équipée elle-même sur son pourtour de wagonnets dans lesquels les passagers prennent place. 
Chaque attraction de ce type possède un programme qui lui est spécifique. Les sens de rotation et les ordres de mise en fonctionnement ne sont donc pas précisément définis, de même pour les vitesses de rotation.
Ce type de manège combine à la fois l'expérience d'une tour panoramique, permettant de prendre de la hauteur et d'apprécier la vue, tout en la combinant au niveau du mouvement à un troïka.

## Attractions de ce type
| Nom             | Parc                            | Pays        | Années                                |
| --------------- | ------------------------------- | ----------- | ------------------------------------- |
| Atlantis        | Wunderland Kalkar               | Allemagne   | 2015                                  |
| Bounty Tower    | Holiday Park                    | Allemagne   | 1994 - 2014                           |
| Condor          | La Feria Chapultepec Mágico     | Mexique     | 1994 - 2019                           |
| Condor          | Six Flags Great America         | États-Unis  | 1991                                  |
| Condor          | Six Flags St. Louis             | États-Unis  | fut en fonction durant la saison 1988 |
| Condor          | Six Flags Astroworld            | États-Unis  | fut en fonction durant la saison 1991 |
| Condor          | Serengeti-Park                  | Allemagne   | 1995                                  |
| Condor          | La Ronde                        | Canada      | 1990                                  |
| Condor          | Morey's Piers                   | États-Unis  | 1988 - 2011                           |
| Condor          | Pleasure Island                 | Royaume-Uni | 1998 - 2005                           |
| Condor          | Heide Park                      | Allemagne   | 1990 - 2008                           |
| Condor          | Bobbejaanland                   | Belgique    | 1986 - 1997                           |
| Condor          | Miragica                        | Italie      | 2012 - 2018                           |
| Condor          | Six Flags Great Adventure       | États-Unis  | 1988 - 1990                           |
| Condor          | Phantasialand                   | Allemagne   | 1986 - 2006                           |
| Drachenflug     | Sea Life Abenteuer Park         | Allemagne   | 2000 - 2003                           |
| Drachenflug     | Belantis                        | Allemagne   | 2004                                  |
| Falcon's Flight | Worlds of Fun                   | États-Unis  | 2017                                  |
| Fatamorgana     | Jardins de Tivoli               | Danemark    | 2016                                  |
| Flying Falcon   | Hersheypark                     | États-Unis  | 1990                                  |
| Giant Condor    | M&D's Scotland Theme Park       | Royaume-Uni | 2015                                  |
| Hökfärden       | Liseberg                        | Suède       | 1985                                  |
| Ikarus          | Gardaland                       | Italie      | 1989 - 2011                           |
| Ikarus          | Vidámpark                       | Hongrie     | 1999 - 2013                           |
| Ikarus          | Freizeit-Land Geiselwind        | Allemagne   | 1994                                  |
| Ikarus          | Fantasilandia                   | Chili       | 2011                                  |
| Le Condor       | Luna Park[Lequel ?]             | France      | fermé à la fin de la saison 2007-2008 |
| Lossepladsen    | BonbonLand                      | Danemark    | 2000                                  |
| Rotor           | Parque de Atracciones de Madrid | Espagne     | 1989                                  |
| Sky Twister     | Skyline Park                    | Allemagne   | 2009                                  |
| Sky Hawk        | Marineland                      | Canada      | 1989                                  |
| Taifun          | Tykkimäki                       | Finlande    | 1986                                  |
| The Condor      | Six Flags Great Escape          | États-Unis  | 1989                                  |
| The Eagle       | Attractiepark Slagharen         | Pays-Bas    | 1998                                  |